# Genicanthus melanospilos

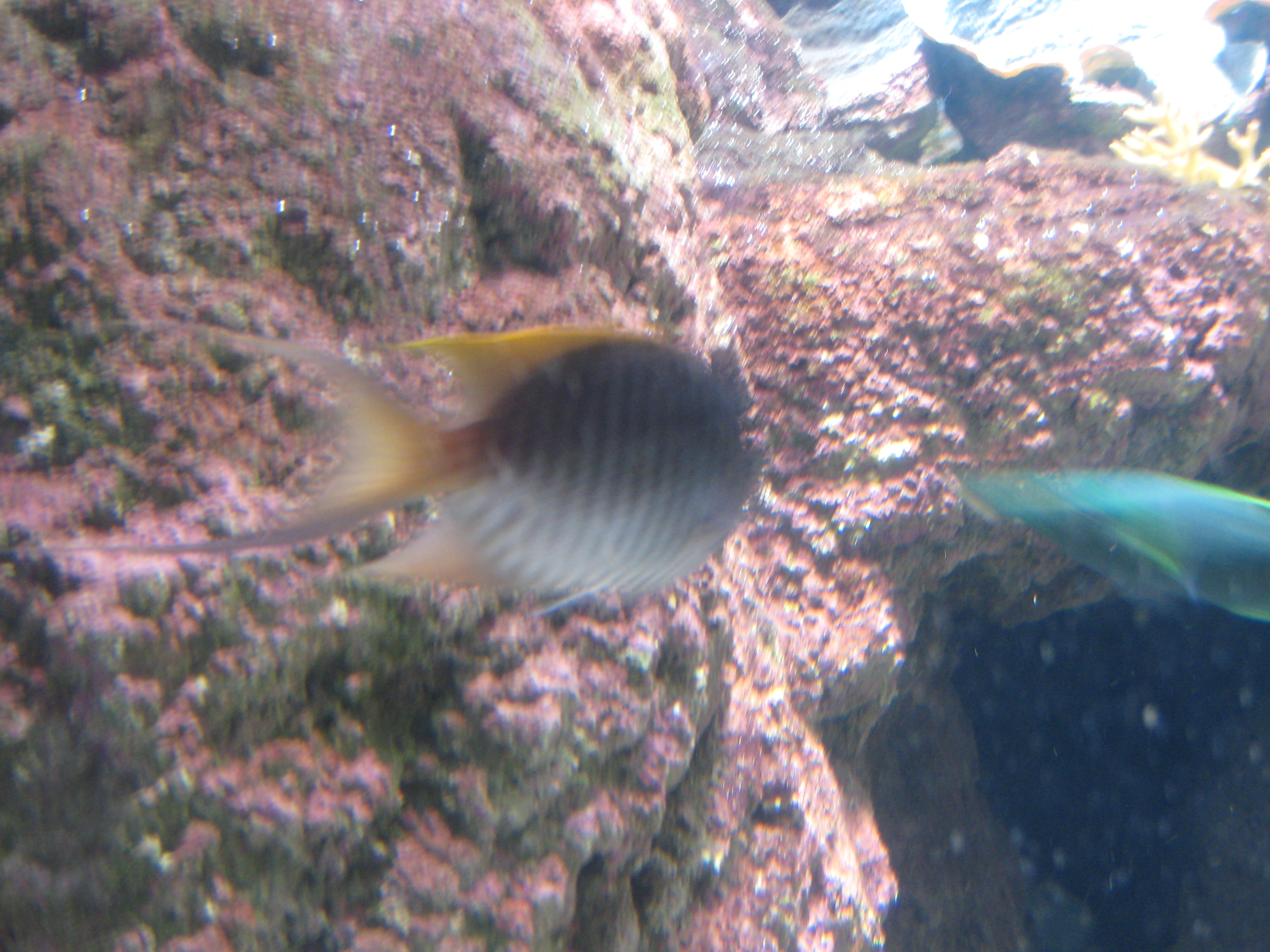
Ejemplar macho de G. melanospilos en Cinèaqua, París, Francia

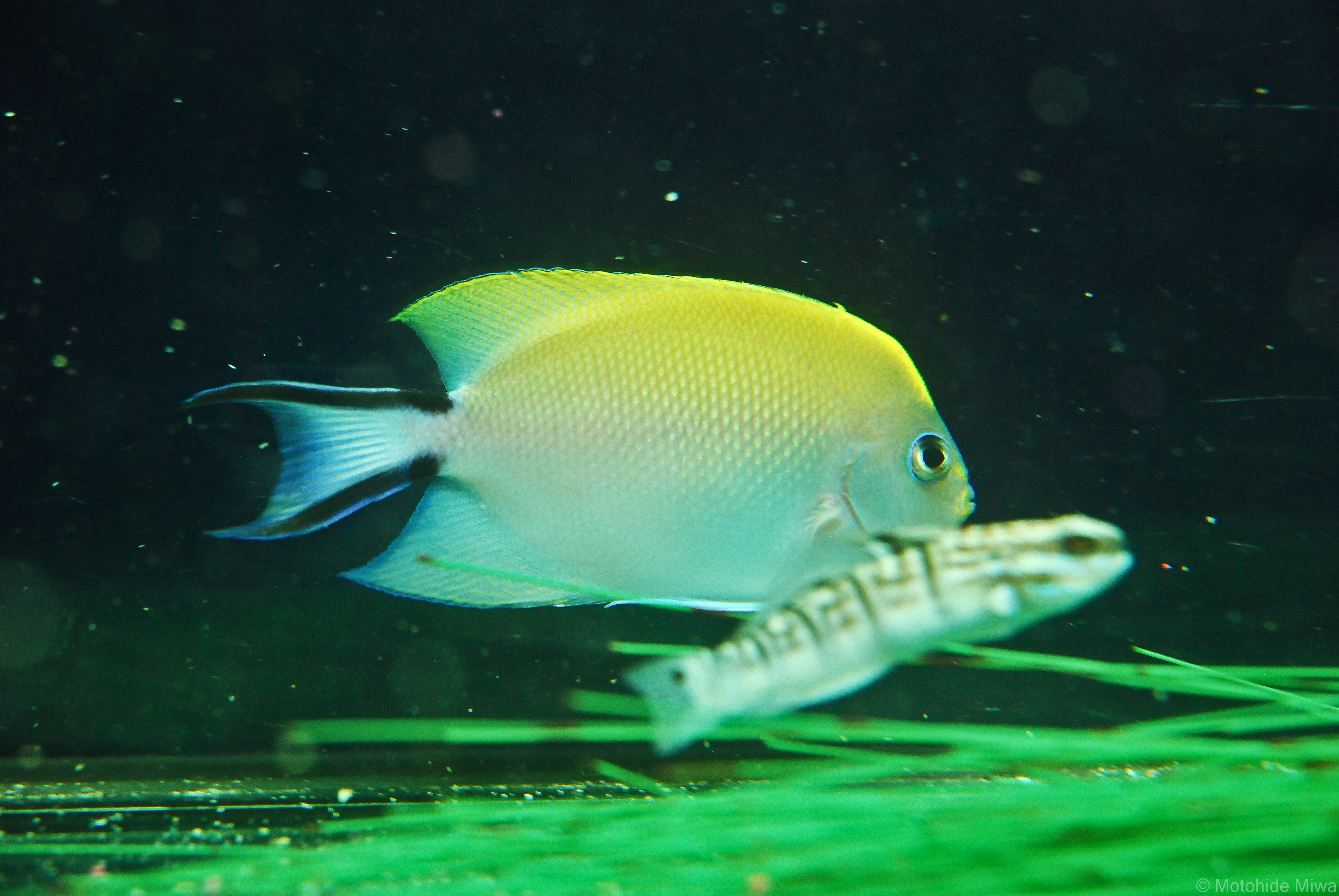
Ejemplar hembra de G. melanospilos

Genicanthus melanospilos es una especie de pez marino perciforme y pomacántido. 
Sus nombres más comunes en inglés son Swallowtail angelfish, o pez ángel cola de golondrina, y Spotbreast angelfish, o pez ángel de pecho manchado.
Es una especie generalmente común en su rango de distribución geográfica, y con poblaciones estables. Normalmente exportada para el mercado de acuariofilia.

## Morfología
Es un pez ángel típico, con un cuerpo corto y comprimido lateralmente, y una pequeña boca, con dientes diminutos rematados como cepillos. La aleta caudal está acabada en forma de lira, y de adultos desarrollan filamentos muy largos en sus ángulos.
Tienen 15 espinas dorsales, de 15 a 17 radios blandos dorsales, 3 espinas anales y de 17 a 18 radios blandos anales.
La coloración varía mucho según el sexo, y es parecida en ambos casos a la de la especie emparentada G. caudovittatus. El macho tiene un patrón de 15 rayas estrechas negras, parecido a las cebras, con la coloración base del cuerpo, las aletas dorsal, anal y caudal, en azulado pálido. Tiene una mancha negra distintiva en el pecho.
Los especímenes hembra carecen de rayas y tienen la coloración de la parte superior en un tono amarillento claro. La parte inferior es de tonalidad azul claro. La aleta caudal cuenta en sus márgenes superior e inferior con rayas negras, y su coloración es azul claro.
Los machos, que son mayores que las hembras, miden hasta 18 centímetros de largo.

## Hábitat y comportamiento
Es una especie asociada a arrecifes y clasificada como no migratoria. Normalmente ocurren en parejas, en laderas pronunciadas y en la base de  arrecifes exteriores. En áreas de rico crecimiento coralino, fondos de escombros y arenosos.
Ocurren en harenes de un macho con varias hembras, en grupos de 3 a 7 individuos.
Su rango de profundidad es entre 20 y 45 metros, aunque se reportan localizaciones a 82 m de profundidad.

## Distribución geográfica
Se distribuye en el océano Indo-Pacífico, en la región Indo-Malaya, las islas Ryukyu al norte, Nueva Caledonia y Fiyi al sur. Recientemente se ha registrado en Tonga. Siendo especie nativa de Australia; Filipinas; Fiyi; Guam; Indonesia; Japón; Malasia; Micronesia; Nueva Caledonia; Islas Marianas del Norte; Palaos; Papúa Nueva Guinea; islas Salomón; Taiwán (China); Tonga; Vanuatu y Vietnam.

## Alimentación
El pez ángel cola de golondrina se alimenta principalmente de zooplancton a varios metros sobre el fondo.

## Reproducción
Aunque no hay información disponible sobre su reproducción, esta especie, como toda la familia, es dioica y ovípara. La fertilización es externa. Son sexualmente todos hembras, evolucionando a macho los ejemplares mayores, que forman su harén con varios ejemplares hembras.
Su nivel de resiliencia es alto, doblando una población en menos de 15 meses.